# Tàngara alagroga
La tàngara alagroga (Thraupis abbas) és una espècie d'ocell passeriforme de la família dels mímids. Viu a altituds de fins a 1.600 msnm a Belize, El Salvador, Guatemala, Hondures, Mèxic i Nicaragua. El seu hàbitat natural són els boscos. És una espècie en risc mínim, és a dir, no sembla que hi hagi cap amenaça significativa per a la seva supervivència. El seu nom específic, abbas, significa 'abat' en llatí.